# Ostiatimgång

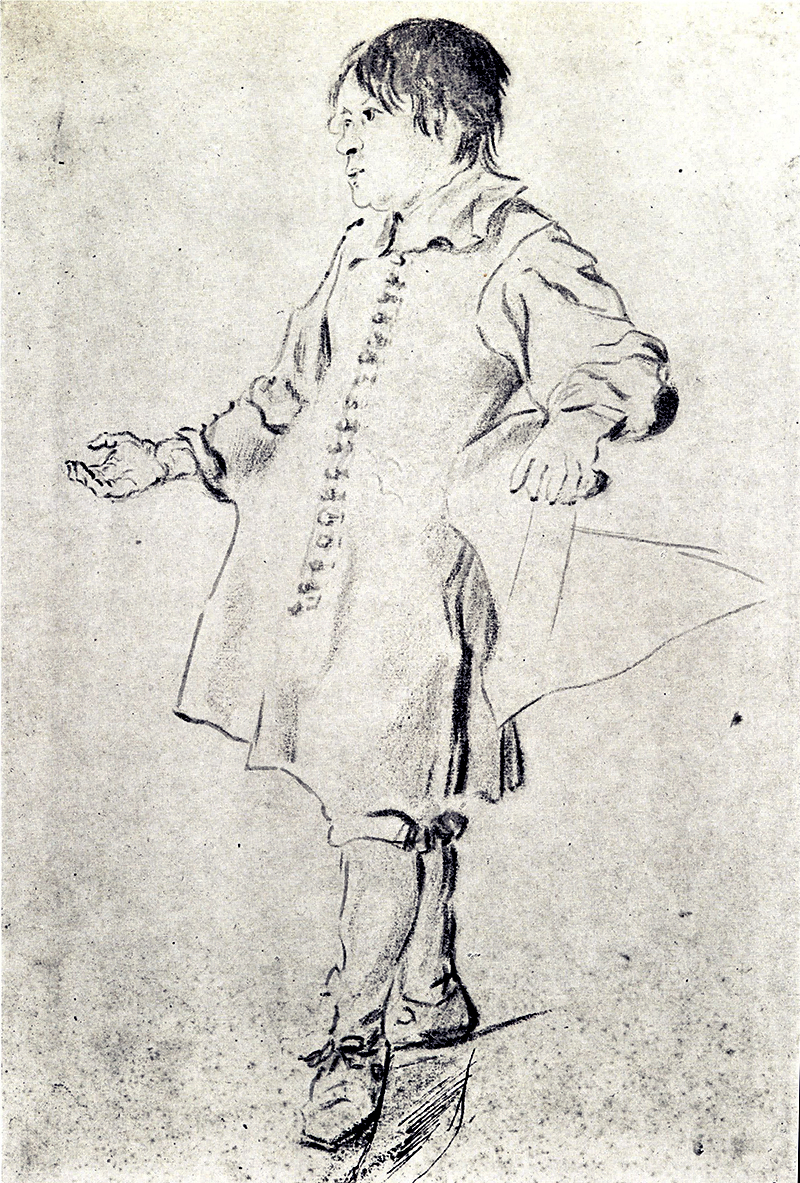
Tiggande djäkne. Teckning från 1600-talet av Johann Philip Lemke.

Ostiatimgång, eller djäknegång, var en typ av tiggeri, där djäknar (elever vid stiftsstädernas gymnasieskolor) vandrade från hus till hus och sjöng andliga sånger, för att beveka kristmilda människor att skänka bidrag till de studerande ungdomarnas livsuppehälle. Ostiatimgången genomfördes flera gånger per år, både i staden och på landsbygden.
Ostiatim, av latinets ostium, "dörr", betyder "från dörr till dörr".

## Bakgrund
Karl XI gav 1692 sitt nådiga gillande av ett förslag att alla hus i var församling uti Stockholm måtte bliva numrerade, samt att skolpojkarna skulle tilldelas vissa hus och förses med intyg, att de hade tillstånd att där begära allmosor. På så vis skulle man kunna komma till rätta med den vitt utbredda oseden att löpande tiggargossar irrade omkring och tog brödet ur munnen på ordentliga skolpojkar. Kungen räknade även med att intresset för skolstudier skulle växa, om barnen och deras föräldrar visste att tiggeriet skulle bli ett privilegium för skolbarn.
Till en början var den så kallade ostiatimgången då djäknar gick stjärngossespel på trettondagen med rektor och dirigent från hus till hus och sjöng julsånger. Betalningen tycks ha varit ganska bra och gåvorna bidrog till nästa termins uppehälle. I spelet kunde man se hur de tre vise männen följde stjärnan och händelserna som följde. Andra figurer i följet kunde vara elake Herodes, hans stalledräng Staffan, Judas med pungen och julbocken.